# Test del vuoto
Il test del vuoto (o vacuum test) è un ciclo di controllo per verificare lo stato di funzionamento di un'autoclave per sterilizzazione. Il test consiste nel raggiungimento di una soglia di vuoto e del mantenimento del vuoto per un periodo di tempo determinato. L'autoclave deve essere in grado di mantenere il vuoto stabilmente.